# Рожер Ассале
Роже́р Клаве́р Джапо́н Ассале́ (фр. Roger Claver Djapone Assalé; нар. 13 листопада 1993, Абенгуру) — івуарійський футболіст, нападник клубу «Діжон» і національної збірної Кот-д'Івуару.

## Клубна кар'єра
Професійну кар'єру розпочав у 2012 році виступами за команду «Севе Спорт», в якій провів три сезони і двічі став чемпіоном країни.
У 2014 році перебрався в Демократичну Республіку Конго, уклавши контракт з місцевим клубом «ТП Мазембе» і провів за клуб з Лубумбаши 75 матчів і забивши 24 голи. З командою Ассале став чемпіоном ДР Конго, а також виграв три континентальні трофеї під егідою КАФ — Лігу чемпіонів, Кубок конфедерації та Суперкубок КАФ.
На початку 2017 року перейшов на правах оренди в швейцарський «Янг Бойз», який влітку викупив контракт гравця.

## Кар'єра в збірній
6 липня 2013 року Рожер дебютував за збірну Кот-д'Івуару в матчі проти збірної Нігерії (1-4). В даний час він провів 8 матчів за збірну.
Був включений до складу збірної на Кубок африканських націй 2015 в Екваторіальній Гвінеї, на якому «слони» завоювали золоті нагороди, проте на поле не виходив.

## Титули і досягнення
- Чемпіон Кот-д'Івуару: 2012/13, 2013/14
- Чемпіон ДР Конго: 2015/16
- Переможець Ліги чемпіонів КАФ: 2015
- Володар Кубка конфедерації КАФ: 2016
- Володар Суперкубка КАФ: 2016
- Володар Кубка африканських націй: 2015
- Чемпіон Швейцарії: 2017-18, 2018-19, 2019-20
- Володар Кубка Швейцарії: 2019-20